# اوکتیابر (شهرستان ایشیمبایسکی، باشقیرستان)
اوکتیابر (انگلیسی: Oktyabr, Ishimbaysky District, Republic of Bashkortostan) یک شهرک در شهرستان ایشیمبایسکی استان باشقیرستان کشور روسیه است.